# أحمد تيناوي
أحمد تيناوي (1960 -29 أبريل 2012) شاعر وصحفي سوري له عدد من المجموعات الشعرية آخرها بعنوان «أندلوثيا» عام 2008, عمل لسنوات عدة كمدير تحرير في جريدة «بلدنا» وهي من أولى الصحف اليومية السورية الخاصة التي تصدر في دمشق، وعمل كذلك في صحيفة "تشرين" الحكومية وقدم مجموعة برامج في التلفزيون السوري. بعد أن أصابته جلطة قلبية كان لها أثرها على دماغه، بقي أحمد تيناوي في غيبوبة استمرت لثلاثة أيام قبل وفاته، بحسب ما قال شقيقه.

## مسيرته المهنية
عمل أحمد تيناوي في مجال الصحافة وكتب بالعديد من الصحف، وشغل عدة مناصب فكان مديراً لتحرير جريدة بلدنا، ثم مشرفاً على صفحة أدب الشباب بصحيفة تشرين، والتي شهدت بداية ظهور أسماء الكثير من الكتاب الشباب في عالم الأدب مثل بشرى البشوات، وفادي الفحيلي، وأحمد العجيل، وماهر قطريب، وباسم سليمان، وابراهيم القاضي، وعبد الإله خليل. أشرف أحمد التيناوي بعد ذلك على صفحة جدل الأسبوعية في صحيفة تشرين، وكان له عموداً أسبوعياً بالصحيفة يناقش فيه قضايا الأسلوب والصورة ومختلف قضايا الأدب والشعر.

## مؤلفاته
- رماد (مجموعة شعرية): صدرت عام 1984.
- أندلوثيا (مجموعة شعرية): صدر عام 2008 عن دار كنعان للنشر والتوزيع بدمشق.

## وفاته
أصيب أحمد تيناوي بجلطة قلبية دخل على إثرها في غيبوبة استمرت ثلاثة أيام، ثم توفي في 29 أبريل عام 2012 بدمشق عن عمر ناهز الثانية والخمسين.

## دراسات نقدية
نشرت مجلة المؤقف الأدبي الشهرية المختصة بالأدب والثقافة في 31 ديسمبر 2010 دراسة بعنوان «توسل النثر واستعادة القص (السردية والتقرير في مجموعة أندلوثيا لأحمد تيناوي)»، كما كتبت الشاعرة والناقدة السورية رشا عمران مقالة نُشرت في صحيفة تشرين نقدية بعنوان «الشعر بوصفه مرآة الشاعر» عن المجموعة الشعرية أندلوثيا للشاعر أحمد تيناوي.